# Вале, Джорджо
Джорджо Вале (итал. Giorgio Vale; 22 октября 1962, Рим — 5 мая 1982, Рим) — итальянский неофашистский террорист, активист Революционных вооружённых ячеек. Близкий друг Валерио Фиораванти и Франчески Мамбро. Участник ряда терактов и политических убийств. Погиб в перестрелке с полицией.

## Неофашистский боевик
Этнически Джорджо Вале был на четверть эритрейцем (характерная внешность создавала особую примету для полиции). Политическую активность проявлял с 17 лет. Был членом ультраправой организации Terza Posizione («Третья позиция»). Участвовал в пикетах, демонстрациях, распространял листовки. Являлся одним из организаторов боевых групп, задерживался полицией за участие в массовых драках с коммунистической молодёжью. Подозревался в грабежах для пополнения партийной кассы. Был доверенным лицом лидера Terza Posizione Роберто Фиоре.
В конце 1970-х на первый план неофашистской активности вышли Революционные вооружённые ячейки (NAR). Джорджо Вале установил тесную связь с Валерио Фиораванти. С начала 1980 Вале выражал всё большее недовольство пассивностью Terza Posizione. Отношения Вале с Фиоре резко осложнились. После эмиграции Фиоре в Великобританию Вале окончательно примкнул к NAR.

## В акциях NAR
Первая акция, в которой Джорджо Вале участвовал как боевик NAR, состоялась 6 февраля 1980 — вместе с Фиораванти он убил полицейского охранника посольства Ливана, чтобы завладеть оружием. 28 мая 1980 Валерио Фиораванти, Франческа Мамбро, Джорджо Вале, Джильберто Каваллини, Луиджи Чиавардини, Марио Росси, Габриэле Ди Франчиси убили в перестрелке патрульного Франко Евангелисту.
9 сентября 1980 братья Валерио и Кристиано Фиораванти, Франческа Мамбро, Дарио Мариани и Джорджо Вале убили лидера сицилийской Terza Posizione Франческо Манджиамели, заподозренного в предательстве. Манджиамели, по мнению NAR, саботировал организацию побега Пьерлуиджи Конкутелли, а также пренебрежительно высказывался о Вале как о мулате. Далее последовали убийства ещё двух подозреваемых в измене: Джузеппе Ди Луки (июль 1981) и Марко Пиццари (сентябрь 1981). В обоих случаях Вале принимал активное участие.
21 октября 1981 группа в составе Франчески Мамбро, Алессандро Алибранди, Джильберто Каваллини, Вальтера Сорди, Джорджо Вале совершила убийство капитана полиции Франческо Страуллы (вместе с агентом-охранником), известного левыми взглядами и жестоким обращением с арестованными неофашистами.
5 марта 1982 Джорджо Вале участвовал в налёте на банк с целью захвата средств на организацию побега арестованного к тому времени Валерио Фиораванти. Акция не удалась. В перестрелке с полицией погиб случайный прохожий (17-летний студент), была тяжело ранена и схвачена Франческа Мамбро. Джорджо Вале удалось скрыться.

## Смерть в схватке
После ареста братьев Фиораванти, Франчески Мамбро и гибели Алессандро Алибранди, Джорджо Вале оставался одним последних руководящих боевиков NAR, находившихся на свободе. Полиция активизировала его розыск. 5 мая 1982 он был обнаружен в Риме на конспиративной квартире. В завязавшейся ожесточённой перестрелке 19-летний Джорджо Вале был убит. (Некоторое время допускалось, что Вале покончил с собой, но эта версия считается крайне маловероятной.)
В Революционных вооружённых ячейках отсутствовала формальная иерархия. Однако Джорджо Вале — наряду с Валерио Фиораванти, Франческой Мамбро, Алессандро Алибранди, Джильберто Каваллини, Массимо Карминати — по факту принадлежал к руководящему ядру NAR. Его отличали такие качества, как фанатизм, решительность, оперативная сметка. Роль Вале в ключевых терактах NAR и гибель в бою в 19 лет сделали его одной из легенд для неофашистской молодёжи.